# BMW Z1
BMW Z1 — двухместный родстер, разработанный компанией BMW Technik GmbH и выпускаемый ею с июля 1988 по июнь 1991 года. Эта модель компактного кабриолета была основана на базе BMW E30. Особенностью конструкции являются необычные двери, которые вместо того, чтобы открываться  наружу или вверх, убираются в порог машины. За всё время производства было выпущено только 8 тысяч экземпляров этого автомобиля. Все машины, кроме самой последней, имели руль с левой стороны и только самая последняя - с правой. 
Первый экземпляр «Z1» был показан прессе в 1986 году, а официально представлен в 1987 на Франкфуртском мотор-шоу. Интерес к новому автомобилю был настолько велик, что компания получила около 5 тысяч заказов ещё до начала его производства. Однако, к моменту выпуска «Z1» этот интерес значительно снизился, а в 1991 BMW и вовсе свернула производство машины. По слухам немаловажную роль в этом сыграла презентация Mercedes-Benz SL.
Разработка автомобиля велась на протяжении трёх с небольшим лет внутренним подразделением BMW под руководством доктора Ульриха Беца (англ. Ulrich Bez). В команду специалистов BMW Technik GmbH входили: Александер Прегл (англ. Alexander Pregl), Рудольф Мюллер (нем. Rudolf Müller), Лутц Янссен (нем. Lutz Janssen), Вольф-Хенрик Менке (нем. Wolf-Henryk Menke), Дитер Шафнер (нем. Dieter Schaffner), Клаус Фауст (нем. Klaus Faust), Сабине Земелка (нем. Sabine Zemelka) и Штефан Штарк (нем. Stephan Stark). В октябре 1988 года, после ухода Ульриха Беца в компанию Порше, руководство проектом перешло к доктору Клаусу Фаусту.
В процессе создания машины компания получила патенты на несколько новейших технологий. По словам разработчика Харма Лагай (нидерл. Harm Lagaay), в частности, на «Z1» были отработаны технологии создания ксеноновых ламп, интегрированного каркаса, дверного механизма и поддона. Первоначальная идея создания полноприводного автомобиля была в дальнейшем отвергнута.